# Temple d'Isis Pharia

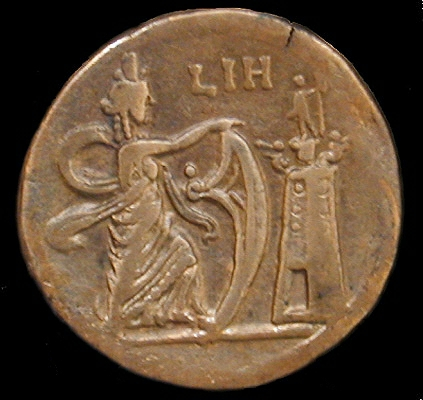
Monnaie d'époque ptolémaïque figurant Isis Pharia (tenant une voile de navire) et le phare d'Alexandrie (musée gréco-romain d'Alexandrie).

Le temple d'Isis Pharia est un supposé[Qui ?] temple d'Alexandrie voué au culte d'Isis, sous l'épiclèse Pharia, « du phare ».
Cette épiclèse, connue depuis le premier siècle avant Jésus-Christ, renvoie à un aspect d'Isis responsable de la protection des convois de céréales assurant le ravitaillement de Rome. Forgée  à partir du nom de l'île de Pharos, où était érigé le phare d'Alexandrie, elle rappelle en effet les prérogatives de cette déesse dans le domaine maritime. Isis a acquis cette fonction à partir de l'époque ptolémaïque à travers son rapprochement avec Arsinoé II, dont le culte était modelé sur celui d'Aphrodite, elle aussi agissante dans la sphère de la navigation. C'est ainsi que l'invocation d'Isis Pharia protège les marins des périls de la navigation, comme le faisait le Phare.
Cette épiclèse est donc avant-tout fonctionnelle et rien ne permet d'affirmer qu'elle assuma un sens toponymique en lien avec un lieu de culte sur l'île de Pharos, sous l'épiclèse Pharia. Au mieux, Isis possédait un temple sur l'île de Pharos, sous une qualification qui demeure inconnue. Mais dans ce cas encore, aucune source ne permet de confirmer l'hypothèse. D'ailleurs, la représentation d'Isis aux côtés du Phare sur les monnaies de l'Alexandrie romaine doit également se comprendre comme une allusion à la protection des navigateurs et à l'importance du Phare dans ce domaine, non comme la preuve de l'existence d'un temple à Isis Pharia sur l'île de Pharos. Comme L. Bricault l'a démontré, l'association d'Isis avec Io joua un grand rôle dans l'obtention pour Isis de la qualification Pharia, à travers un usage métonymique du terme où l'épiclèse « Pharos » désigne soit Alexandrie, soit l'Egypte elle-même.